# (5022) Roccapalumba
(5022) Roccapalumba – planetoida z grupy pasa głównego asteroid okrążająca Słońce w ciągu 5 lat i 214 dni w średniej odległości 3,15 j.a. Została odkryta 23 kwietnia 1984 roku przez Waltera Ferreri w Obserwatorium La Silla.
Planetoidę tę nazwano na cześć wsi Roccapalumba na Sycylii, gdzie mieszka wielu entuzjastów astronomii. Przed nadaniem nazwy planetoida nosiła oznaczenie tymczasowe (5022) 1984 HE1.